# Falciot arbori coronat
El falciot arbori coronat  (Hemiprocne coronata) és una espècie d'ocell de la família dels hemipròcnids (Hemiprocnidae) que habita clars dels boscos i zones obertes de l'Índia, sud-oest de la Xina, Myanmar i Indoxina.